# Sud-Électrique
Sud-Électrique est une compagnie de distribution d'électricité du Sud-Est de la France, fondée en 1905 et intégrée à EDF en 1946.

## Histoire

### Filiale d'un groupe
Sud-Électrique fait partie du groupe Énergie électrique du littoral méditerranéen (EELM) avec une trentaine d'autres compagnies. Ce groupe de production et de distribution d’électricité, fondé en 1900, est présidé par Gabriel Cordier puis par Charles Rebuffel et s'étend sur six départements du Sud-Est. Sud-Électrique, société anonyme au capital de 15 millions de francs, est une de ses filiales, créée en 1905. Dès sa fondation, cette nouvelle entreprise est cotée à la Bourse de Paris.
Comme d'autres compagnies françaises d'électricité, Sud-Électrique installe son siège à Paris après la Première Guerre mondiale. Toutefois, sa direction est à Avignon. Sud-Électrique est la principale filiale d'EELM et est elle-même la société mère d'une dizaine d'entreprises plus petites.

### Implantation et réseau
En 1906, Sud-Électrique devient le principal fournisseur d'une entreprise locale d'électricité de Nîmes, la Société nîmoise d'électricité puis en prend progressivement le contrôle,. Cette mainmise est achevée en 1926.
Sud-Électrique crée la Société des forces motrices de la Vis, pour construire et exploiter un barrage hydroélectrique, opérationnel en 1908, sur la Vis (un affluent de l'Hérault), à Madières (commune de Saint-Maurice-Navacelles). Cette société vend l'électricité produite à Sud-Électrique, qui est son principal client,. L'usine de Madières alimente alors le réseau de Sud-Électrique par une ligne à 30 000 volts qui aboutit à Sommières. En 1922, le géographe Raoul Blanchard souligne que la Vis est une rivière utilisable pour produire de l'électricité parce que ses sources lui permettent de conserver un débit important même en été et parce que la chute dépasse 100 mètres. Le réseau de Sud-Électrique est également alimenté par la centrale hydroélectrique de La Brillanne, sur la Durance.
En 1912, le réseau de Sud-Électrique relie Bollène à Sète, en passant par Avignon, Carpentras, Cavaillon, Laurade, Nîmes, Sommières, Montpellier, Saint-Victor, Marsillargues et Aigues-Mortes. Dans chacune de ces villes est installée une centrale thermique, à vapeur, de secours. Sud-Électrique est la première entreprise de distribution d'électricité d'Avignon. Elle possède une usine de production au lieu-dit le Clos des Trams.
Sud-Électrique obtient aussi la concession de la distribution d’électricité d’une cinquantaine de communes du département de l'Hérault. L'expérience de la société Sud-Électrique en matière d'électrification rurale et de fourniture d'électricité pour les usages agricoles (pompage, arrosage, moulins etc.) permet à son administrateur délégué, Henri Cahen, de publier en 1914 un article sur ces sujets, intitulé La Houille blanche et l'agriculture,. Il y expose notamment que Sud-Électrique dispose d'un réseau à haute tension étendu sur les trois départements des Bouches-du-Rhône, du Gard et de l'Hérault, destinés aux besoins de l'agriculture.

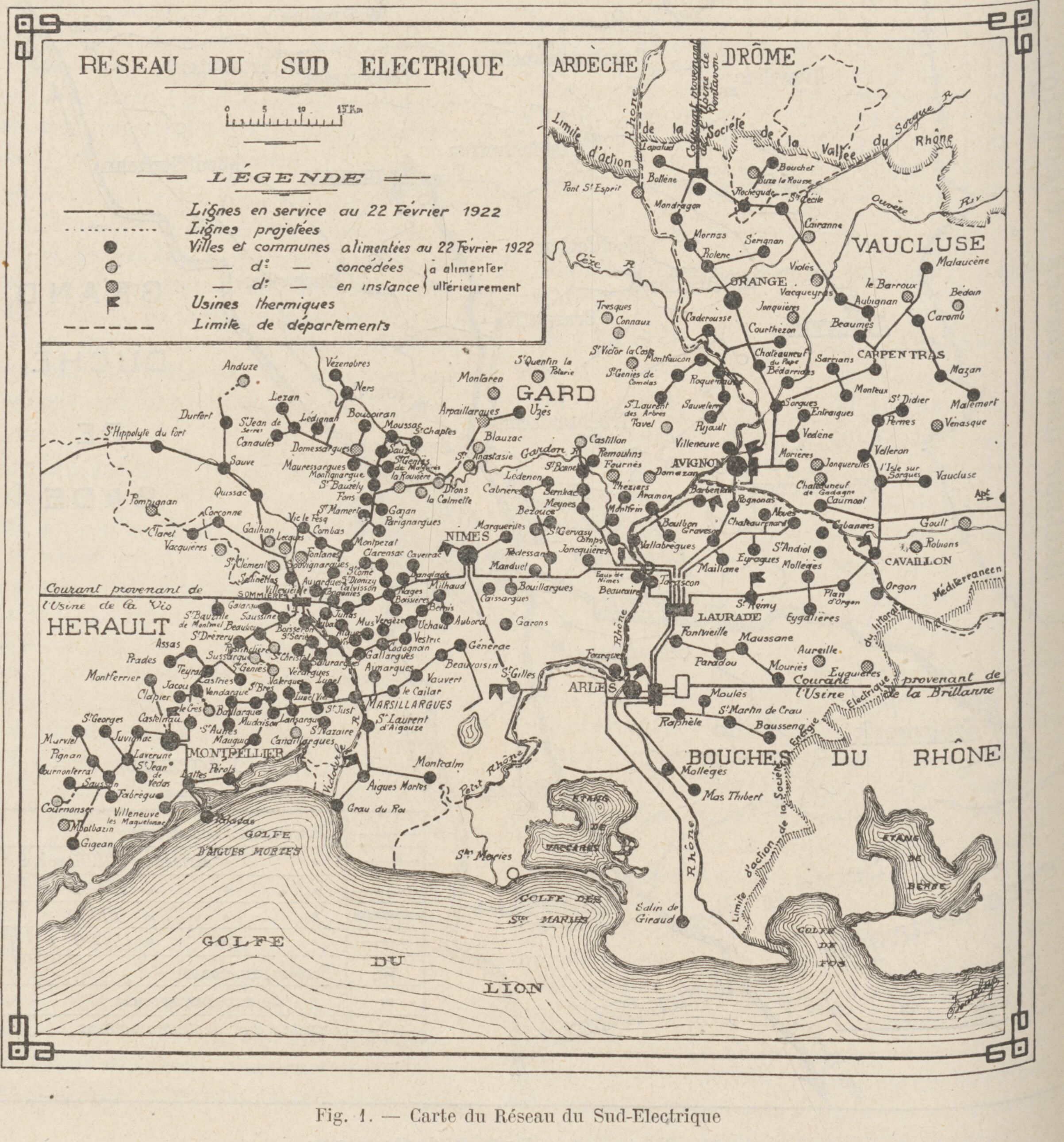
Carte du réseau de Sud-Électrique en 1922. Extrait de la Revue générale de l'électricité, novembre 1922, p. 250.

Lors des grèves de 1936, les électriciens de la compagnie coupent le courant pendant quatre heures.

### Intégration dans EDF
Lors de la nationalisation de l'électricité en 1946, Sud-Électrique, comme les autres entreprises du secteur de l'électricité, est intégrée à la société nationale Électricité de France.